# Shvedenuten
Shvedenuten är en bergstopp i Antarktis. Den ligger i Östantarktis. Norge gör anspråk på området. Toppen på Shvedenuten är 2 367 meter över havet.
Terrängen runt Shvedenuten är platt åt sydväst, men åt nordost är den kuperad. Terrängen runt Shvedenuten sluttar norrut. Trakten är obefolkad. Det finns inga samhällen i närheten. 